# カイセリ・エルジイェススポル
SAIカイセリ・エルジイェススポル（トルコ語: Suat Altın İnşaat Kayseri Erciyesspor）は、トルコのカイセリをホームタウンとしていたサッカークラブ。

## 歴史
最初のクラブは1932年にエルジイェススポルとして創設された。1966年、エルジイェススポルとOrtaanadoluspor、Sanayisporが合併し、同年7月1日にカイセリスポルが創設された。1988年、カイセリ・エルジイェススポル（Kayseri Emniyetspor Erciyesspor）に改称した。
2003-04年シーズンはTFF1.リグでスュペル・リグ昇格圏内の2位になったが、2004-05年シーズン開幕前に同6位だったカイセリスポルとクラブを取り替えたため、エルジイェススポルの代わりにカイセリスポルがスュペル・リグに昇格した。2004-05年シーズンはTFF1.リグで3位になり、スュペル・リグに昇格した。2005-06年シーズンはスュペル・リグで10位だった。
2007年、2006-07年シーズンのテュルキエ・クパス決勝に進出したが、延長戦の末、ベシクタシュJKに敗れて準優勝に終わった。しかし、ベシクタシュJKがスュペル・リグで2位になり、UEFAチャンピオンズリーグ 2007-08出場権を獲得したため、繰り上げでクラブ初の欧州カップ戦となるUEFAカップ 2007-08出場権を獲得した。その一方で、スュペル・リグでは18チーム中17位に終わり、TFF1.リグに降格した。
2013-14年シーズンには再びスュペル・リグに昇格するが、翌シーズンから4期連続で降格し、2018-19シーズン開始前に解散した。

## 過去の成績
| シーズン | リーグ         | 順位 | 試 | 勝 | 分 | 敗 | 得 | 失 | 差  | 点 | テュルキエ・クパス |
| -------- | -------------- | ---- | -- | -- | -- | -- | -- | -- | --- | -- | ------------------ |
| 2004-05  | TFF1.リグ      | 03位 | 34 | 21 | 5  | 8  | 64 | 46 | +18 | 68 |                    |
| 2005-06  | スュペル・リグ | 10位 | 34 | 9  | 13 | 12 | 36 | 47 | -11 | 40 |                    |
| 2006-07  | スュペル・リグ | 17位 | 34 | 9  | 10 | 15 | 29 | 49 | -20 | 37 | 準優勝             |
| 2007-08  | TFF1.リグ      | 07位 | 34 | 14 | 10 | 10 | 55 | 42 | +13 | 52 |                    |
| 2008-09  | TFF1.リグ      | 11位 | 34 | 10 | 11 | 13 | 45 | 43 | +2  | 41 |                    |
| 2009-10  | TFF1.リグ      | 11位 | 34 | 10 | 11 | 13 | 42 | 53 | -11 | 41 |                    |
| 2010-11  | TFF1.リグ      | 08位 | 32 | 11 | 15 | 6  | 40 | 29 | +11 | 48 |                    |
| 2011-12  | TFF1.リグ      | 08位 | 34 | 12 | 10 | 12 | 43 | 39 | +4  | 46 |                    |
| 2012-13  | TFF1.リグ      | 01位 | 34 | 19 | 6  | 9  | 59 | 37 | +22 | 63 |                    |
| 2013-14  | スュペル・リグ | 14位 | 34 | 10 | 7  | 17 | 34 | 50 | -16 | 37 |                    |
| 2014-15  | スュペル・リグ | 17位 | 34 | 5  | 12 | 17 | 43 | 62 | -19 | 27 |                    |

## 欧州の成績
| 年度    | 大会       | ラウンド  | 対戦相手                 | ホーム | アウェー | 合計 |
| ------- | ---------- | --------- | ------------------------ | ------ | -------- | ---- |
| 2007-08 | UEFAカップ | 予選2回戦 | マッカビ・テルアビブFC   | 3-1    | 1-1      | 4-2  |
| 2007-08 | UEFAカップ | 1回戦     | アトレティコ・マドリード | 0-5    | 0-4      | 0-9  |

## 歴代所属選手
- ビョルン・フレミンクス 2013-2015
- ズラフコ・ラザロフ 2006-2007
- ルシアン・メットモ 2006
- ジョルジュ・マンジューク 2013-2015
- ジャック・ズア 2014-2015
- ランダル・アソフェイファ 2013-2014
- ジョン・ボイェ 2014-2015
- リアド・ブアジジ 2005-2007
- ザフェル・オズギュルテクン 2005-2007
- ネジャティ・アテシュ 2014-2015
- セニヤド・イブリチッチ 2013-2015
- ヤシン・ペリヴァン　2015

## 歴代監督
- ビュレント・コルクマズ 2007, 2014
- ファティフ・テッケ 2015